# 莱斯特拉德和图埃勒
莱斯特拉德和图埃勒（法語：Lestrade-et-Thouels，法語發音：[lɛstʁad e twɛl]）是法国阿韦龙省的一个市镇，属于米约区。

## 地理
莱斯特拉德和图埃勒（44°3'33"N, 2°39'34"E）面积42.27 平方千米，位于法国奧克西塔尼大區阿韦龙省，该省份为法国南部内陆省份，位于法國中央高原南部，北起顺时针与康塔爾省、洛泽尔省、加尔省、埃罗省、塔恩省、塔恩-加龙省和洛特省接壤。
与莱斯特拉德和图埃勒接壤的市镇（或旧市镇、城区）包括：布罗基耶斯、布鲁斯堡、科纳克、迪朗克、雷基斯塔、帕纳自由城。

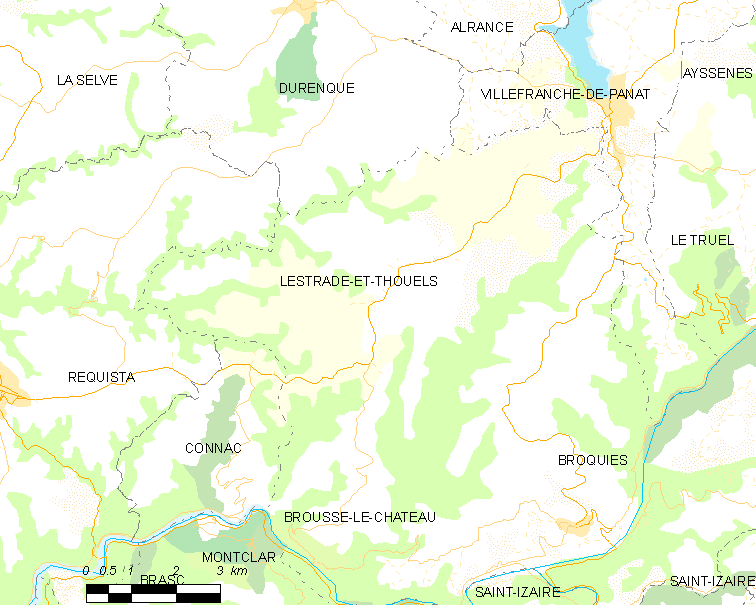
莱斯特拉德和图埃勒的OSM定位图

莱斯特拉德和图埃勒的时区为UTC+01:00、UTC+02:00（夏令时）。

## 行政
莱斯特拉德和图埃勒的邮政编码为12430，INSEE市镇编码为12129。

## 政治
莱斯特拉德和图埃勒所属的省级选区为拉斯普-莱韦祖县。

## 人口

1962-2008年间莱斯特拉德和图埃勒人口变化图示

莱斯特拉德和图埃勒于2022年1月1日时的人口数量为442人。